# Andrena cineraria
Andrena cineraria là một loài ong trong họ Andrenidae. Loài này được Linnaeus miêu tả khoa học đầu tiên năm 1758.